# X戰警 '97
《X戰警 '97》（英語：X-Men '97）是一部美國超級英雄動畫劇集，故事改編自漫威漫畫旗下超級英雄團隊X戰警，是1992年至1997年播出的動畫劇集《X戰警》續作，定於2024年3月20日上線Disney+，共10集。第二季正在開發中。

## 簡介
在《X戰警》的結尾，X教授任命了萬磁王來領導X戰警和變種人學校。雖然萬磁王和X教授曾經因對人類和變種人關係的不同觀點而對立，但他們的友誼和尊重使得X教授相信萬磁王能夠肩負起這一責任。萬磁王作為新任領袖，面臨如何維持團隊穩定和應對外來威脅的挑戰。這個安排引起了團隊內部的動蕩，尤其是對於原本被認為應該接替領導位置的獨眼龍來說，這個決定帶來了很大的不滿。
除了內部的權力變動，X戰警還必須面對新的敵人和危機。其中，邪惡的基因學家驚惡先生重新崛起，帶來了更多的麻煩和威脅。他的目標主要集中在桑瑪斯家族，尤其是獨眼龍和琴·葛雷，這使得他們成為他的主要攻擊目標。
此外，變形者千面人回歸到團隊，並且成為正式成員。千面人的回歸為團隊帶來了新的動力，但他過去的創傷和不安全感也可能成為他在新一季中的重要故事線。

## 角色
- 瑞伊·蔡斯（英语：Ray Chase (voice actor)）聲演史考特·桑瑪斯／獨眼龍（Scott Summers / Cyclops）[1]
  - X戰警的領袖，其眼睛發出強大的能量光束。在查爾斯·賽維爾去世後，獨眼龍準備領導X戰警，然後萬磁王接任這個職位。
- 珍妮佛·海爾（英语：Jennifer Hale）聲演琴·葛雷（Jean Grey）
- 連諾·扎（英语：Lenore Zann）聲演安娜·瑪莉／小淘氣（Anna Marie / Rogue）
- 喬治·布札（英语：George Buza）聲演漢克·麥考伊／藍獸（Henry McCoy / Beast）
- 霍莉·周（Holly Chou）聲演李千歡／歡歡（Jubilation Lee / Jubilee）
- 克里斯多福·布里頓（英语：Christopher Britton (actor)）聲演納撒尼爾·埃塞克斯／驚惡先生（Nathaniel Essex / Mister Sinister）
- 艾莉森·西利-史密斯（英语：Alison Sealy-Smith）聲演奧洛羅·蒙羅／暴風女（
- 卡爾·杜德（英语：Cal Dodd）聲演詹姆士·「羅根」·豪利特／金鋼狼（James "Logan" Howlett / Wolverine）
- A·J·洛卡斯齊奧（英语：A. J. LoCascio）聲演雷米·勒博／金牌手（Remy LeBeau / Gambit）
- 馬修·沃特森（Matthew Waterson）聲演艾瑞克·藍歇爾／萬磁王（Erik Lehnsherr / Magneto）
- 吉·阿古斯蒂尼（Gui Agustini）聲演羅伯托·達柯斯塔／太陽黑子（英语：Sunspot (Marvel Comics)）

《X戰警》原配音班底凱薩琳·迪雪、克里斯·波特、亞卓安·霍夫（Adrian Hough）以及埃利森·庫爾特回歸為新角色配音。

## 發行
《X戰警 '97》定於2024年3月20日上線Disney+，共10集。此前，動畫劇集曾定於2023年底播出。

## 迴響

### 評價
| 季數 | 季數 | 爛番茄          | Metacritic     |
| ---- | ---- | --------------- | -------------- |
|      | 1    | 99%（79篇評論） | 82（14篇評論） |

根据評論匯總网站爛番茄汇总的79篇评论文章，99%的评论家给予该作正面评价，使之獲得「認證新鮮」標識，平均打分为8.9分（满分10分）。在Metacritic上，14位影評人共給予了82分的分數（滿分100分），這部影集獲得了「普遍好評」。

## 相關媒體

### 紀錄片特輯
2021年2月，迪士尼宣佈製作紀錄片影集《漫威影業：創作大本營》，包括漫威電影宇宙電影和影集項目的幕後製作花絮，並採訪主要演員和創意團隊。以影集《X戰警 '97》為主題的特輯於2024年5月22日釋出。

## 外部連結
- 官方网站
- 互联网电影数据库（IMDb）上《X戰警 '97》的资料（英文）